# Datorgenererade bilder
Datorgenererade bilder (CGI, computer-generated imagery) är tillämpningen av datorgrafik för att skapa eller bidra med bilder i konst, tryckta medier, datorspel, filmer, tv-program, reklamfilmer och simulatorer. Det är inte samma sak som datoranimering. De visuella scener som förekommer kan vara dynamiska eller statiska, och kan vara tvådimensionella (2D), även om termen "CGI" används oftast för att hänvisa till 3D-datorgrafik som används för att skapa scener eller specialeffekter i filmer och TV.